# Mariene ecoregio Oost-Chinese Zee
De Mariene ecoregio Oost-Chinese Zee (52) (Engels: East China Sea marine ecoregion) is een biogeografische regio en ligt in het westen van de Grote Oceaan in de Mariene provincie Warme Gematigde Noordwestelijke Stille Oceaan (9) in het Marien rijk Gematigde Noordelijke Stille Oceaan. De mariene ecoregio is vastgesteld door het World Wide Fund for Nature en The Nature Conservancy en is vernoemd naar de Oost-Chinese Zee.
In het noorden grenst het gebied aan de mariene ecoregio Gele Zee (50), in het noordoosten aan de mariene ecoregio Japanse Zee (49), in het oosten aan de mariene ecoregio Kuroshiostroom (51), in het zuiden aan de mariene ecoregio Zuidelijke Kuroshiostroom (121) en in het zuidwesten aan de mariene ecoregio Zuidelijk China (113).

## Geografie
De mariene ecoregio ligt in het westen van de Grote Oceaan voor de oostkust van China, de noord- en oostkust van Taiwan, de westkust van het zuidwesten van Japan en de zuidkust van Zuid-Korea. Het gebied ligt in de Oost-Chinese Zee en strekt zich uit van de stad Nantong tot de Straat van Taiwan en van Taiwan naar de noordwestkust van het Japanse eiland Kyushu tot de Straat Korea. Het gebied omvat niet de wateren rond de Riukiu-eilanden.
Door het gebied stroomt de Kuroshio.

## Biogeografie
Het gebied kent zeeleven dat houdt van gematigde temperaturen.